# Gyula Andrássy cel Tânăr

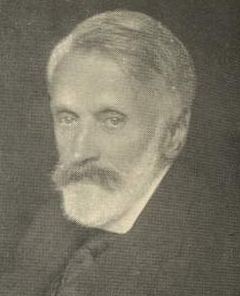
Gyula Andrássy cel Tânăr

Andrássy Gyula Gábor Manó Ádám, Conte de Csíkszentkirály și de Krasznahorka (în maghiară csíkszentkirályi és krasznahorkai gróf Andrássy Gyula Gábor Manó Ádám; în germană Gyula Graf Andrássy von Csík-Szent-Király und Kraszna-Horka der Jüngere [ˈɟulɒ ˈɒndraːʃi]; n. 30 iunie 1860, Tőketerebes - d. 11 iunie 1929, Budapesta) a fost un om politic maghiar, ce a îndeplinit funcții importante în cadrul Imperiului Austro-Ungar.